# Platór
Platór (ógörög Πλατωρ, latin Plator; Illíria, i. e. 210-es évek ? – Illír Királyság, i. e. 180 körül?) az ókori Illír Királyság ardiata uralkodóházának tagja, az utolsó illír király, Genthiosz öccse. Testvérgyilkosság áldozata lett.

## Életútja
Apja III. Pleuratosz volt, aki apja, Szkerdilaidasz közbenjárására i. e. 220-ban Amünandrosz athaman király Eurüdiké nevű leányát vette feleségül. Eurüdikének már volt egy fia, Karavantiosz, aki később Platór féltestvéreként az Illír Királyság egyik hadvezére lett. III. Pleuratosz és Eurüdiké frigyéből két fiúgyermek született: Genthiosz és Platór. Platór feltehetően az i. e. 210-es években született.
Apjuk halála után, az i. e. 189 és 181 közötti évek valamelyikében Genthiosz lett az illír király. Platór a szomszédos Monuniosz dardán király leányát, Etutát jegyezte el, és készült feleségül venni. Bátyja azonban megölette őt és barátait, Etritoszt és Epikadoszt, majd nőül vette halott öccse menyasszonyát. Noha Polübiosz – és az ő nyomán Titus Livius – az i. e. 169-es év eseményei kapcsán említik az incidenst, arra minden bizonnyal jóval korábban, valószínűleg i. e. 180 körül került sor, Genthiosznak és Etutának ugyanis i. e. 168-ban már két nagyobbacska fiúgyermeke volt. Egyes értelmezések szerint a szerelemféltés mellett a testvérgyilkosság fő indoka az illír uralkodói házon belüli Róma-barát és makedónbarát frakciók érdekkonfliktusa volt. Genthiosz kisebbik fiának meggyilkoltatott öccse után a Platór nevet adta.